# جوزيف س. ولز
جوزيف س. ولز (بالإنجليزية: Joseph C. Wells)‏ هو مهندس معماري أمريكي، ولد في 1814، وتوفي في 1860.